# Schirakawan
Die armenische Siedlung Schirakawan lag am rechten Ufer des Flusses Achurjan (türkisch Arpaçay) beim heutigen türkischen Dorf Başşuregel in der Provinz Kars.
Sie ist dem aufgestauten Fluss zum Opfer gefallen. Erhalten ist die St.-Amenap'rkitch-Kirche (Heiliger Erlöser, armenisch Երազցավորսի Սբ. Ամենափրկչի վանք), Teil eines armenischen Klosters, das sich Mitte des 9. Jahrhunderts nach Christus zu einer Kleinstadt entwickelte. Es befand sich über 25 km nordöstlich von Ani. Es wurde bei der Eroberung des Westteils der Demokratischen Republik Armenien 1920 im Zuge des Türkisch-Armenischen Krieges von den Türken zerstört.

## Geschichte
Die Erbauung des Klosters St. Amenap'rkitch wurde vom Bagratidenkönig Sembat I. in Jerasgawors (Schirakaschat) im Bezirk Schirak der historischen armenischen Region Ararat in Auftrag gegeben. Der Bau begann im Jahre 892, dem Jahr von Sembats Krönung, und wurde nach einer von einem Erdbeben verursachten Unterbrechung im Jahre 893 fortgesetzt. Der Katholikos Hovhannes (9./10. Jhd.) schrieb in seinem Buch „Geschichte von Armenien“, dass die Kirche in Schirakawan kurz nach seiner Ernennung zum Patriarchen 897/898 erbaut wurde und dass sie sich nahe dem Königspalast befand. Sie wurde durch die Seldschuken in den 1060er Jahren zerstört und in der zakaridischen Ära am Ende des 12. Jahrhunderts wiederaufgebaut. Eine Inschrift an ihren Mauern erwähnte, dass Restaurierungsarbeiten zwischen den Jahren 1072 und 1081 stattfanden. Zu einem späteren Datum wurde die Kirche in einen befestigten Turm umgewandelt. Während dieser Umwidmung wurden die östlichen Nischen und viele Fenster gefüllt und verschlossen, und die Ecken der Kirche wurden erhöht. Eine Außentreppe wurde am Nordende der Westfassade hinzugefügt. Die Kuppel der Kirche brach im 19. Jahrhundert ein. Nikolai Marr bemerkte die Reste der polygonalen Trommel der ursprünglichen Kuppel. Diese Kuppel kollabierte später und wurde durch eine konische Kuppel mit einem kleineren Durchmesser ersetzt. Die Ersatzkuppel stürzte ebenfalls größtenteils zusammen und wurde durch ein Dach aus Holzbalken ersetzt, die 1913 verrottet waren und ebenfalls kurz vor dem Einfall standen. Marr schrieb, dass das Gebäude im Jahre 1913 Reparaturen unterzogen und zur Gemeindekirche des Dorfes umgewandelt wurde. Er erwähnt, dass während dieser Reparaturarbeiten die Dorfbewohner zahlreiche architektonische Fragmente ausgruben, jedoch wurde keines aufgezeichnet und das meiste in den neuen Gebäuden wiederverwendet. Er erwähnt auch „zwei prächtige Kapitelle“, die von den Dorfbewohnern wiederentdeckt wurden und nun innerhalb der Kirche ausgestellt wurden.